# Золотий м'яч (Швеція)
Золотий м’яч (швед. Guldbollen) — спортивна нагорода, яку починаючи з 1946 року щорічно присуджують газета «Афтонбладет» і Шведський футбольний союз найкращому шведському футболісту року.
Першим лауреатом нагороди став в 1946 році Гуннар Грен. Златан Ібрагімович здобував нагороду 12 разів, у тому числі дев'ять років поспіль (2007-2015 рр.) Дев'ять футболістів здобували нагороду двічі: Бу Ларссон (1965, 1973), Ронні Гелльстрем (1971, 1978), Ральф Едстрем (1972, 1974), Гленн Гисен (1983, 1988), Томас Бролін (1990, 1994), Патрік Андерссон (1995, 2001), Фредрік Юнгберг (2002, 2006), Віктор Лінделеф (2018,2019), Деян Кулушевскі (2022,2023). 
З 1947 по 1949 роки нагороду здобували три брати Нордалі: Гуннар Нордаль, Бертіль Нордаль і Кнут Нордаль.
З 1990 року у Швеції почали присуджувати аналогічну нагороду в жіночому футболі, яка отримала назву Діамантовий м’яч (Diamantbollen).

## Лауреати
| 2020-ті | 2020-ті                 |
| ------- | ----------------------- |
| 2023    | Деян Кулушевскі (2)     |
| 2022    | Деян Кулушевскі         |
| 2021    | Еміль Форсберг          |
| 2020    | Златан Ібрагімович (12) |

| 2010-ті | 2010-ті                 |
| ------- | ----------------------- |
| 2019    | Віктор Лінделеф (2)     |
| 2018    | Віктор Лінделеф         |
| 2017    | Андреас Гранквіст       |
| 2016    | Златан Ібрагімович (11) |
| 2015    | Златан Ібрагімович (10) |
| 2014    | Златан Ібрагімович (9)  |
| 2013    | Златан Ібрагімович (8)  |
| 2012    | Златан Ібрагімович (7)  |
| 2011    | Златан Ібрагімович (6)  |
| 2010    | Златан Ібрагімович (5)  |
| 2000-ні |                         |
| 2009    | Златан Ібрагімович (4)  |
| 2008    | Златан Ібрагімович (3)  |
| 2007    | Златан Ібрагімович (2)  |
| 2006    | Фредрік Юнгберг (2)     |
| 2005    | Златан Ібрагімович      |
| 2004    | Генрік Ларссон (2)      |
| 2003    | Улоф Меллберг           |
| 2002    | Фредрік Юнгберг         |
| 2001    | Патрік Андерссон (2)    |
| 2000    | Магнус Гедман           |

| 1990-ті | 1990-ті           |
| ------- | ----------------- |
| 1999    | Стефан Шварц      |
| 1998    | Генрік Ларссон    |
| 1997    | Пер Зеттерберг    |
| 1996    | Роланд Нільссон   |
| 1995    | Патрік Андерссон  |
| 1994    | Томас Бролін (2)  |
| 1993    | Мартін Далін      |
| 1992    | Ян Ерікссон       |
| 1991    | Андерс Лімпар     |
| 1990    | Томас Бролін      |
| 1980-ті |                   |
| 1989    | Йонас Терн        |
| 1988    | Гленн Гисен (2)   |
| 1987    | Петер Ларссон     |
| 1986    | Роберт Пріц       |
| 1985    | Гленн Стремберг   |
| 1984    | Свен Далквіст     |
| 1983    | Гленн Гисен       |
| 1982    | Турбйорн Нільссон |
| 1981    | Томас Равеллі     |
| 1980    | Рольф Зеттерлунд  |

| 1970-ті | 1970-ті              |
| ------- | -------------------- |
| 1979    | Ян Меллер            |
| 1978    | Ронні Гелльстрем (2) |
| 1977    | Рой Андерссон        |
| 1976    | Андерс Ліндерот      |
| 1975    | Кент Карлссон        |
| 1974    | Ральф Едстрем (2)    |
| 1973    | Бу Ларссон (2)       |
| 1972    | Ральф Едстрем        |
| 1971    | Ронні Гелльстрем     |
| 1970    | Ян Ульссон           |
| 1960-ті |                      |
| 1969    | Томмі Свенссон       |
| 1968    | Бйорн Нордквіст      |
| 1967    | Інгвар Сван          |
| 1966    | Уве Чіндваль         |
| 1965    | Бу Ларссон           |
| 1964    | Ганс Мільд           |
| 1963    | Гаррі Більд          |
| 1962    | Правіц Еберг         |
| 1961    | Бенгт Нюгольм        |
| 1960    | Турбйорн Юнссон      |

| 1950-ті | 1950-ті           |
| ------- | ----------------- |
| 1959    | Агне Сімонссон    |
| 1958    | Урвар Бергмарк    |
| 1957    | Оке Юганссон      |
| 1956    | Йоста Сандберг    |
| 1955    | Йоста Лофгрен     |
| 1954    | Свен-Уве Свенссон |
| 1953    | Бенгт Густавссон  |
| 1952    | Калле Свенссон    |
| 1951    | Олле Алунд        |
| 1950    | Ерік Нільссон     |
| 1940-ві |                   |
| 1949    | Кнут Нордаль      |
| 1948    | Бертіль Нордаль   |
| 1947    | Гуннар Нордаль    |
| 1946    | Гуннар Грен       |